# TCR South America

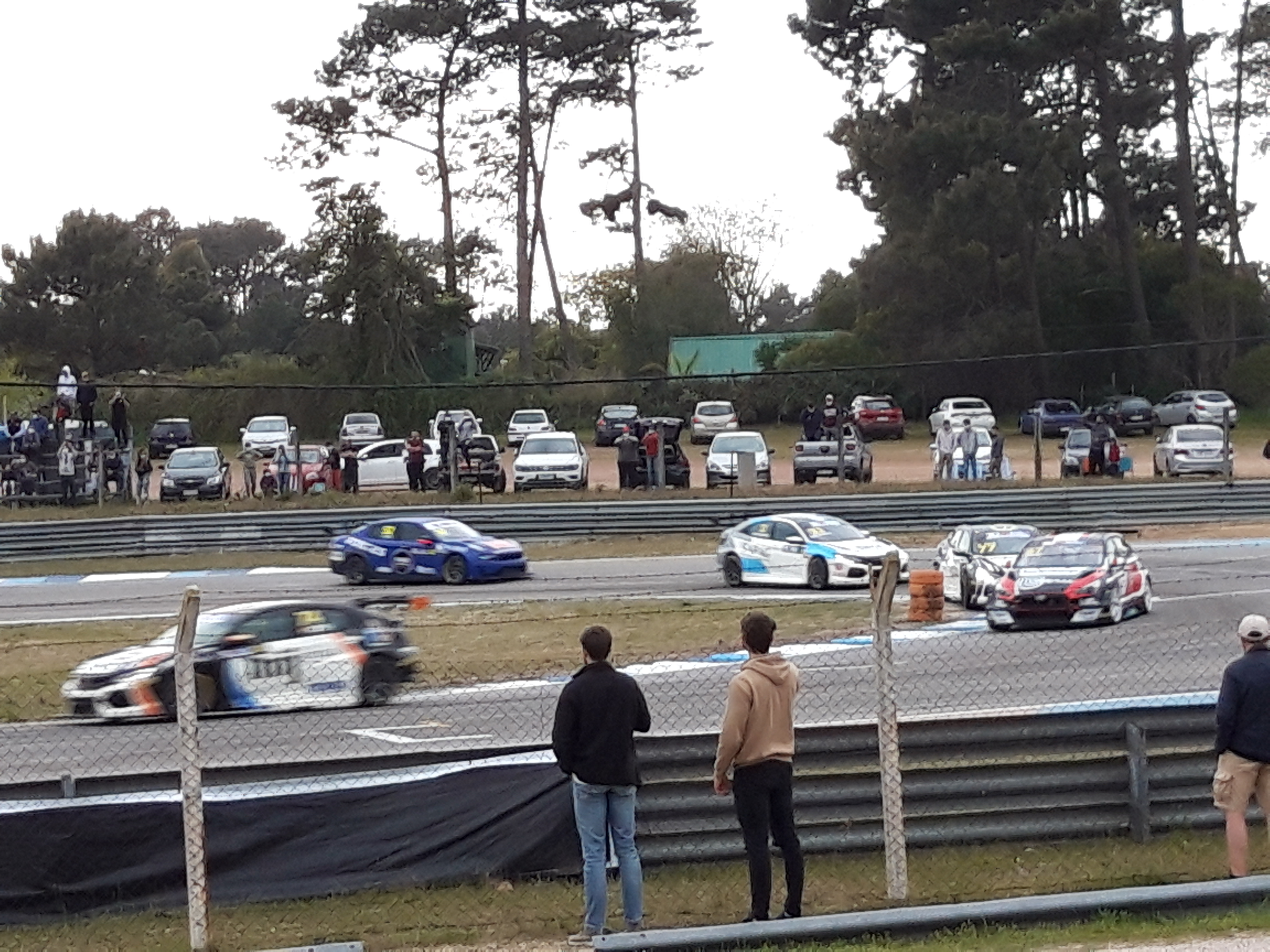
Carrera del TCR South America 2021 en El Pinar

El TCR South America (oficialmente TCR South America Touring Car Championship) es un campeonato de automovilismo disputado en Sudamérica bajo la homologación TCR. Se estrenó en junio en 2021.
El director del campeonato es Felipe McGough, quien anteriormente fue parte del Campeonato Sudamericano de Superturismos y Maurizio Slaviero, quien fue el presidente de Stock Car Brasil. El director deportivo es el director del equipo argentino RAM Racing Factory, Víctor Rosso, y el jefe técnico, Samuel Canca Ruiz, quien es ingeniero de carrera.

## Temporada inaugural
La temporada inaugural comenzó en junio de 2021. La primera ronda se realizó en Interlagos con 11 vehículos inscriptos, en su mayoría brasileños. De momento, el calendario consta de tres fechas en Brasil, tres en Argentina y una en Uruguay, además de una octava fecha en Argentina o Chile.

## Televisación
En Argentina, el campeonato es emitido por Carburando en TyC Sports. En Brasil, por ESPN y FOX Sports.

## Campeones
| Campeonato de Pilotos | Campeonato de Pilotos | Campeonato de Pilotos            | Campeonato de Pilotos        |                 | Campeonato de Equipos        | Campeonato de Equipos |
| Año                   | Piloto                | Equipo                           | Auto                         | Equipo          | Auto                         |                       |
| --------------------- | --------------------- | -------------------------------- | ---------------------------- | --------------- | ---------------------------- | --------------------- |
| 2021                  | Pepe Oriola           | W2 ProGP                         | Honda Civic Type R TCR (FK8) | W2 ProGP        | Honda Civic Type R TCR (FK8) |                       |
| 2022                  | Fabricio Pezzini      | PMO Motorsport                   | Lynk & Co 03 TCR             | PMO Motorsport  | Lynk & Co 03 TCR             |                       |
| 2023                  | Ignacio Montenegro    | Squadra Martino                  | Honda Civic Type R TCR (FK7) | Squadra Martino | Honda Civic Type R TCR (FK7) |                       |
| 2024                  | Pedro Cardoso         | BRB Banco Brasília by PMO Racing | Peugeot 308 TCR              | PMO Racing      | Peugeot 308 TCR              |                       |